# Trinidad (Califòrnia)
Trinidad és una població dels Estats Units a l'estat de Califòrnia. Segons el cens del 2000 tenia 311 habitants.

## Demografia
Segons el cens del 2000, Trinidad tenia 311 habitants, 168 habitatges, i 73 famílies. La densitat de població era de 250,2 habitants/km².
Dels 168 habitatges en un 12,5% hi vivien nens de menys de 18 anys, en un 36,9% hi vivien parelles casades, en un 5,4% dones solteres, i en un 56,5% no eren unitats familiars. En el 40,5% dels habitatges hi vivien persones soles l'11,9% de les quals corresponia a persones de 65 anys o més que vivien soles. El nombre mitjà de persones vivint en cada habitatge era d'1,85 i el nombre mitjà de persones que vivien en cada família era de 2,51.
Per edats la població es repartia de la següent manera: un 11,3% tenia menys de 18 anys, un 5,5% entre 18 i 24, un 21,9% entre 25 i 44, un 41,5% de 45 a 60 i un 19,9% 65 anys o més.
L'edat mitjana era de 50 anys. Per cada 100 dones de 18 o més anys hi havia 100 homes.
La renda mitjana per habitatge era de 40.000 $ i la renda mitjana per família de 50.357 $. Els homes tenien una renda mitjana de 39.583 $ mentre que les dones 31.167 $. La renda per capita de la població era de 28.050 $. Entorn del 2,3% de les famílies i el 8,8% de la població estaven per davall del llindar de pobresa.

## Poblacions més properes
El següent diagrama mostra les poblacions més properes.